# Edmondo Mayor des Planches
Francesco Luigi Edmondo Mayor Des Planches, Barone (Lione, 27 luglio 1851 – Roma, 26 dicembre 1920), è stato un diplomatico e politico italiano.

## Biografia
Nasce a Lione da una famiglia di origine ebraica proveniente dal cantone svizzero di Vaud. Si laurea in giurisprudenza a Torino nel 1874 e nello stesso anno viene naturalizzato italiano (otterrà la piena cittadinanza solo nel 1888). Pochi mesi dopo partecipa ad un concorso per l'ingresso nella carriera diplomatica e viene ammesso come praticante volontario al Ministero degli esteri. Dopo il periodo di immissione, nel marzo 1876, entra a far parte del gabinetto del ministro Depretis, dal quale è però costretto ad allontanarsi a causa di un periodo di malattia che si prolunga fino all'inverno del 1878. Torna all'incarico alle dipendenze di Francesco Crispi, succeduto a Depretis e ministro ad interim dal 29 luglio 1887, mantenendolo fino al 1890. In questo periodo ha i suoi primi approcci con le relazioni estere, accompagnando il ministro nei viaggi ufficiali e più ancora per l'abitudine di Crispi di servirsi di propri corrieri speciali per le comunicazioni ufficiali con capi di Stato e di governo e ministri stranieri; tra le altre, svolge nel 1885 una missione diplomatica presso Robert Gascoyne-Cecil, III marchese di Salisbury, ministro degli esteri inglese raggiunto durante una sua vacanza in Alvernia. Nello stesso anno viene nominato segretario della Conferenza sanitaria internazionale di Roma ed inizia l'attività di pubblicista dalle colonne della Nuova Antologia di scienze, lettere ed arti, che prosegue fino alla scomparsa.

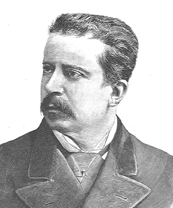
Alberto De Blanc

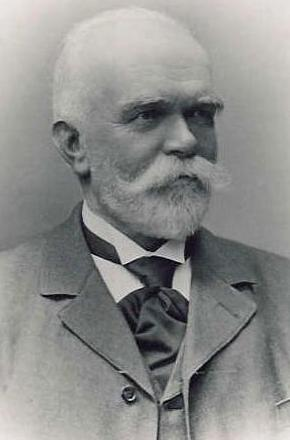
Leopold von Caprivi

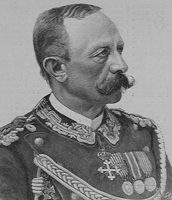
Carlo Lanza di Busca

Dopo la caduta del secondo gabinetto crispino, nel 1891, viene inviato come consigliere d'ambasciata dapprima a Bucarest e quindi a Costantinopoli, ed è delegato aggiunto alla Conferenza sanitaria internazionale di Venezia. Tornato Crispi al governo, nel 1894, viene nominato ambasciatore e destinato dal ministro Alberto de Blanc come addetto all'ambasciata italiana di Berlino. L'ufficializzazione della nomina trova tuttavia una decisa ed inaspettata opposizione da parte del Cancelliere Leo von Caprivi, formalizzata con una comunicazione inviata per tramite dell'ambasciatore tedesco a Roma Bernhard von Bülow. La presenza di De Planches non è gradita per la sua duplice origine ebraica e francese, e l'inopportunità della nomina è ulteriormente rafforzata dalla minaccia di dimissioni avanzata dal generale Carlo Lanza di Busca, ambasciatore italiano a Berlino. Preso atto dell'opposizione il neo-ambasciatore viene destinato a reggere la legazione italiana di Berna, dove rimane per quattro anni.
Dopo un periodo di permanenza a Belgrado come ministro plenipotenziario nel 1901 il ministro Giulio Prinetti lo nomina ambasciatore italiano negli Stati Uniti in luogo della destinazione di Costantinopoli precedentemente decisa. Presentate le credenziali al neo-presidente Roosevelt si trova subito alle prese col principale oggetto del suo incarico, il linciaggio di Erwin di alcuni connazionali emigrati, uno dei quali morto, per il quale il governo ha inviato da poco una nota ufficiale di protesta. Il suo compito è tutt'altro che facile perché la necessità di tutelare gli interessi degli italiani nel Paese deve conciliarsi con quella di non inficiare in alcun modo i rapporti diplomatici e più ancora commerciali, specie sul delicato fronte delle importazioni di brevetti e forniture da destinare all'industria e alle costruzioni ferroviarie. La sua linea di estrema prudenza, necessaria in un paese oltremodo geloso della sua indipendenza, si limita ad una formale richiesta di provvedimenti a tutela degli immigrati italiani che non incidono in alcun modo sull'abituale pratica del linciaggio, destinata a perdurare fino alla prima repressione di fine anni '20.

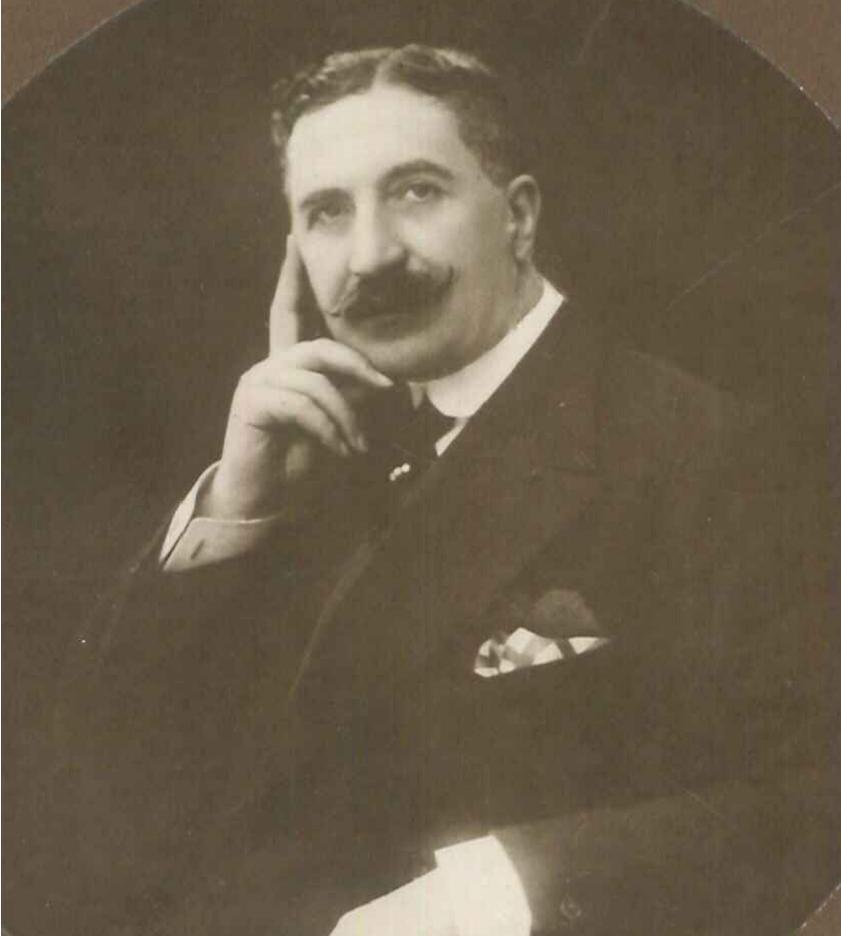
Angelo Pavia

Nel 1903 affianca Angelo Pavia quale commissario generale onorario della sezione italiana per l'esposizione universale di Saint Louis, per la quale tiene una serie di conferenze in difesa della necessità per l'arte e l'industria italiane di figurarvi. La sua perorazione, pubblicata in Italia nel 1904, dimostra dati alla mano come gli Stati Uniti siano uno dei migliori clienti italiani, al punto che l'aumento dei dazi doganali non ha inciso sul valore delle importazioni, e che i rapporti commerciali possono andare incontro ad un significativo aumento esponendo quei prodotti italiani di qualità ancora sconosciuti sul mercato americano. La Commissione reale incaricata dell'organizzazione della mostra italiana, persuasa dalla relazione, decide di stanziare 650.000 lire per l'organizzazione e il trasporto dei materiali e di richiederne al governo altre 200.000 per l'allestimento.
Il suo mandato di ambasciatore a Washington dura fino al 1910 ed è caratterizzato da lunghi viaggi nelle comunità italiane di tutto il Paese, facendo da tramite con le autorità locali per il trasferimento degli emigrati dalla vita grama nelle grandi città dell'est alle migliori condizioni di vita offerte dalle terre dell'ovest, bisognose di lavoratori agricoli. Dagli Stati Uniti il ministro Antonino di San Giuliano lo invia a Costantinopoli due anni prima dello scoppio della guerra italo-turca, in un momento di particolare tensione nei rapporti tra l'Italia e l'Impero ottomano. Vi rimane fino al 13 luglio 1911, quando viene collocato a riposo per raggiunti limiti di età. Secondo il suo successore vi sarebbe stata una "certa incomprensione del momento storico che l'Italia stava attraversando, un momento che richiedeva più energica tutela degli interessi italiani in Tripolitania e la rimozione di ogni ostacolo frapposto a questi dalla amministrazione ottomana", ma c'è anche chi pensa che al momento opportuno (il minimo di età per il ritiro), abbia scontato l'antica fedeltà a Francesco Crispi, deceduto ormai da dieci anni. Come che siano andate effettivamente le cose una lettera del presidente della locale camera di commercio, datata 28 settembre 1911, lo definisce "il più strenuo difensore degli interessi italiani in questo stato".

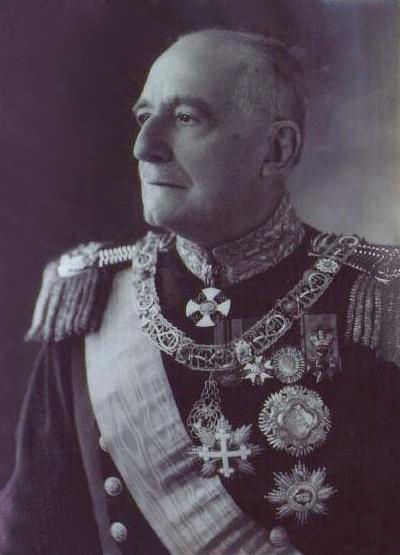
Guglielmo Imperiali di Francavilla, ambasciatore italiano a Londra durante il commissariato di Des Planches: tra i due i rapporti sono stati sempre molto tesi.

Dal 1911 al 1916 si dedica all'attività pubblicistica dalle colonne della Nuova Antologia di scienze, lettere ed arti, da cui prende posizione a favore della neutralità italiana nella prima guerra mondiale, che secondo il suo parere risponde agli interessi italiani e allo spirito della Triplice alleanza stretta con Austria e Germania, seppure "il carattere da qualche anno aggressivo della politica tedesca avrebbe dovuto premunirci. Essa ci consigliava di riflettere se conveniva o meno rinnovare l'alleanza alla scadenza, e non prima, e con nuove condizioni, come già voleva Crispi". Entrata l'Italia in guerra viene richiamato in servizio e inviato a Londra come commissario generale del governo italiano per le forniture di carbone, materie prime, grano e derrate alimentari. Conclusa questa missione, mercé la sua esperienza con le comunità italiane negli Stati Uniti, viene nominato commissario generale dell'emigrazione, rappresentando in tale veste l'Italia alle conferenze internazionali di Parigi, Washington e Genova ed entrando a far parte dell'organizzazione del lavoro alla Società delle Nazioni.
Già proposto per la nomina da Antonio Salandra nel 1914, poi lasciata cadere per non meglio precisate opposizioni, il Des Planches viene nominato senatore a vita nel 1917.